# ویوک میشرا
ویوک میشرا (انگلیسی: Vivek Mishra زادهٔ ۸ سپتامبر ۱۹۸۶) ژیمناست اهل هند است.